# Landet Sogn (Lolland)
 For alternative betydninger, se Landet Sogn. (Se også artikler, som begynder med Landet Sogn)
Landet Sogn er et sogn i Lolland Vestre Provsti (Lolland-Falsters Stift).
I 1800-tallet var Ryde Sogn anneks til Landet Sogn. Begge sogne hørte til Lollands Sønder Herred i Maribo Amt. Landet-Ryde sognekommune blev ved kommunalreformen i 1970 indlemmet i Højreby Kommune, der ved strukturreformen i 2007 indgik i Lolland Kommune.
I Landet Sogn ligger Landet Kirke.
I sognet findes følgende autoriserede stednavne:
- Alminde (bebyggelse, ejerlav)
- Askø (bebyggelse, ejerlav)
- Askø Fæland (bebyggelse)
- Bjergeskov (bebyggelse)
- Korterup (bebyggelse, ejerlav)
- Landet (bebyggelse)
- Lergravshuse (bebyggelse)
- Ny Strågeby (bebyggelse)
- Opager (bebyggelse, ejerlav)
- Opagerskov (bebyggelse)
- Skodsebølle (bebyggelse, ejerlav)
- Ågeby (bebyggelse, ejerlav)
- Ålstrup (ejerlav, landbrugsejendom)